# Mexitettix huataca
Mexitettix huataca är en insektsart som beskrevs av Otte, D. 2007. Mexitettix huataca ingår i släktet Mexitettix och familjen gräshoppor. Inga underarter finns listade i Catalogue of Life.